# Totalité
Pour les articles homonymes, voir Totalité (homonymie) et Omnis.
La totalité est un concept équivoque, qui possède une importance centrale en ontologie et en métaphysique, mais aussi en sciences sociales puisque sa compréhension est centrale dans la polémique entre le holisme et l'individualisme méthodologique, ce dernier considérant qu'il n'y a de totalité qu'abstraite (la « société » ne serait que la collection des individus la composant et n'aurait d'autre existence que celle-ci).
D'ordinaire, la totalité s'oppose à la partie. Elle est parfois mise en relation avec l'infini (Levinas), ce qui l'oppose à la conception antique du cosmos comme totalité fermée, ou encore comprise de façon dialectique (Hegel et l'idéalisme allemand). 

## Omnisettotum
Le français utilise aussi le terme « tout », qui a l'inconvénient de rassembler en une acception les deux concepts distincts que sont le totum (la totalité au sens holiste) et l'omnis (le tout en tant qu'ensemble d'individus, soit dans une logique distributive et non collective) (voir aussi omnis et totus sur le Wiktionnaire). 
La difficulté de penser ces deux termes est à l'origine de nombre de problèmes et de paradoxes, tel que celui, présenté aux théologiens monothéistes du Moyen Âge et portant sur ce qu'on appelle aussi l'intension et l'extension. Le concept de Dieu était en effet déterminé par la conjonction de différents termes, les « perfections divines » : « Souverainement Bon », « Tout-Puissant », « Omniscient », etc. Mais l'unité divine empêchait l'essence divine d'être complexe : « « Dieu » était défini à l'aide d'une conjonction de termes, mais Dieu (sans guillemets) ne pouvait pas être le produit logique des propriétés correspondantes ». En d'autres termes, la totalité divine (« Dieu ») était conçu dans le premier cas comme omnis et dans le second comme totum, et on ne parvenait pas à passer de l'un au second. Problème analogue à celui souligné par Norbert Elias qui explique, dans La société des individus, que si on part d'une conception atomiste et individualiste, il est tout à fait impossible de parvenir à reconstituer ensuite la société.
Le philologiste Viggo Brøndal (en) abordait cette question au chap. IV de ses Essais de linguistique générale (1943),«  Omnis et totus: analyse et étymologie » . Brøndal distinguait ainsi quatre termes utilisés pour désigner la totalité :
- l'intégral (totus, ὅλος, whole, entier, totus homo, « l'homme tout entier ») ;
- l'universel (omnis, πᾶς, all, tout: omnis homo, « tout homme ») ;
- le distributif ou itératif (quisque, έχαστος, every/each, chacun) ;
- le général ou cyclique (quisquam, ὄστις, any, quiconque/tout).

Selon Brøndal, « Totus exprime une totalité comme négation de l'unité indépendante. Il souligne l'absorption des individus isolés dans une masse indivisible. Un tout dans ce sens est conçu comme un bloc entier où les parties sont indiscernables ou dominées. » Omnis, au contraire, est un terme numérique, qui « désigne une totalité plus nuancée ou différenciée. Il exprime la réunion des individus dans un groupe ou une communauté. Les parties composantes en sont reconnues d'une part comme réelles, d'autre part comme formant un ensemble », à l'image, par exemple, d'une nation. Selon lui, totus,«  expression de la cohérence ou de l'indivisibilité d'un corps, proviendrait d'un substantif qui souligne justement la solidarité soit politique, soit ethnique d'un groupe social. » En ce sens, totus se référerait davantage, contrairement à ce qu'il écrit, à la communauté (Gemeinschaft), et omnis à la société (Gesellschaft), si l'on prend ces termes dans leur acception aujourd'hui courante. 
Dans La Totalité, Christian Godin reprend cela, en ajoutant que totus correspondrait à la totalité intensive et à l'allemand Ganzheit et omnis à la totalité extensive et à All ou Alles en allemand. Cette assimilation est cependant contestable et dériverait d'une approche classique de la logique. 
Kant parle de Totalität, qui renvoie à l'universalitas latin (voir la querelle des universaux), pour définir la synthèse de l'unité et de la pluralité. Définissant les trois catégories de la quantité, il écrit ainsi : « La totalité n'est pas autre chose que la pluralité considérée comme unité » (Critique de la raison pure, §11, B111). Cette conception est à l'origine de l'idéalisme allemand qui cherchera à faire la synthèse, voire la dialectique, de l'un et de la pluralité afin d'atteindre la totalité (Hegel, Marx, Lukacs, etc.).
Godin évoque aussi les distinctions, dans la philosophie grecque, entre ὅλος et πᾶς, par exemple dans la Métaphysique d'Aristote (Δ, 26) ou chez les stoïciens. Aristote distingue ainsi τὁ πᾶν, où la disposition des parties n'importe pas (l'eau, par exemple) et τὁ ὅλον où celle-ci compte (le visage ou la main, par exemple ; on pourrait ajouter les isomères, qui sont des composés chimiques de même formule et de même masse, mais ayant des agencements structurels différents et, de ce fait, des propriétés différentes).